# Iracionalna jednadžba
Jednadžba kod koje se nepoznata veličina nalazi pod znakom korijena zove se iracionalna jednadžba. Premda se u širem smislu pojma iracionalne jednadžbe nepoznata veličina može nalaziti pod znakom bilo kojeg korijena, u pravilu se pod iracionalnom jednadžbom podrazumijeva jednadžba gdje se nepoznata veličina nalazi pod kvadratnim korijenom i gdje je rješavanje iracionalne jednadžbe relativno jednostavno.

## Područje definicije
Iracionalna jednadžba je definirana za ono područje nepoznate veličine x u kojem je izraz ispod korijena općenito veći ili jednak nuli, gdje je, na primjer, za član:
{\displaystyle {\sqrt {x+4}}} jednadžba definirana {\displaystyle \forall } x {\displaystyle \in } {\displaystyle \left\lbrack -4,+\infty \right\rangle }
ili za član
{\displaystyle {\sqrt {x^{2}-4}}} jednadžba definirana {\displaystyle \forall } x {\displaystyle \in } {\displaystyle \left\langle -\infty ,-2\right\rbrack ,\left\lbrack +2,+\infty \right\rangle }

## Jednostavna iracionalna jednadžba
Jednostavnijom iracionalnom jednadžbom možemo smatrati iracionalnu jednadžbu koja sadržava jedan član s nepoznatom veličinom ispod korijena kao na primjer:
{\displaystyle {\sqrt {4x-8}}-2=0.}
Sređivanjem i kvadriranjem obje strane jednadžbe nalazimo kako slijedi:
{\displaystyle {\begin{aligned}{\sqrt {4x-8}}&=2/^{(2)}\\4x-8&=4\\4x&=12\\x&=3\\\end{aligned}}}
gdje je lako ustanoviti da rješenje jednadžbe zadovoljava postavljenu jednadžbu.

## Složenija iracionalna jednadžba
Nešto složenijom iracionalnom jednadžbom možemo smatrati iracionalnu jednadžbu koja sadržava dva člana gdje se nepoznata veličina nalazi ispod korijena kao na primjer:
{\displaystyle {\sqrt {3x-2}}={\sqrt {x+7}}-1}
Kvadriranjem i sređivanjem iracionalne jednadžbe nalazimo, redom:
{\displaystyle {\begin{aligned}3x-2&=x+7-2{\sqrt {x+7}}+1\\2x-10&=-2{\sqrt {x+7}}/(:2)\\x-5&=-{\sqrt {x+7}}/^{(2)}\\x^{2}-10x+25&=x+7\\x^{2}-11x+18&=0\end{aligned}}}
Rješavajući ovu kvadratnu jednadžbu nalazimo dva rješenja x1=9 i x2=2, gdje je rješenje x1 ne udovoljava postavljenoj iracionalnoj jednadžbi, a rješenje x2 udovoljava.

## Složena iracionalna jednadžba
Složenom iracionalnom jednadžbom možemo smatrati iracionalnu jednadžbu koja sadržava tri ili više članova gdje se nepoznata veličina nalazi ispod korijena kao na primjer:
{\displaystyle {\sqrt {2-x}}+{\sqrt {2x+2}}={\sqrt {3x+6}}}
U traženju rješenja postupa se slično gornjem primjeru:
{\displaystyle {\begin{aligned}{\sqrt {2-x}}+{\sqrt {2x+2}}&={\sqrt {3x+6}}/^{(2)}\\2-x+2{\sqrt {2-x}}{\sqrt {2x+2}}+2x+2&=3x+6\\2{\sqrt {2-x}}{\sqrt {2x+2}}&=2x+2/:(2)\\{\sqrt {2-x}}{\sqrt {2x+2}}&=x+1/^{(2)}\\(2-x)(2x+2)&=x^{2}+2x+1\\4x+4-2x^{2}-2x&=x^{2}+2x+1\\-3x^{2}&=-3/:(-3)\\x^{2}&=1\end{aligned}}}
Rješenja su očito x1=1 i x2=-1, gdje oba rješenja udovoljavaju postavljenoj jednadžbi.